# Guillaume d'Étienne
Guillaume d'Étienne, né à Aix (?) et mort en 1328, est un prélat français du début du XIVe siècle, évêque de Gap.

## Biographie
Guillaume est  prieur de la chartreuse de Durbon  et est  élevé à l'épiscopat de Gap en 1318. En 1320  Guillaume fonde dans sa ville épiscopale une maison de dominicains, et acquiert de Mathilde, femme de noble Guillaume du Caire, la part qu'elle possède dans la seigneurie de  Reynier.
Guillaume d'Estienne assiste au concile des trois provinces ecclésiastiques d'Arles, d'Aix et d'Embrun, qui se réunit à Avignon en 1326, et où l'on dresse 59  canons sur la juridiction ecclésiastique, la discipline des églises, les abus et les mœurs, et sur le gouvernement des réguliers.